# اشرف حبیب‌الله
اشرف حبیب‌الله یک مهندس سازه و توسعه دهندهٔ نرم‌افزارِ پاکستانی-آمریکایی است که بیشتر به عنوان بنیانگذار، رئیس و مدیر عامل اجرایی شرکت کامپیوترها و سازه‌ها، یک شرکت نرم‌افزاری مهندسی سازه و زلزله، مستقر در برکلی شناخته می‌شود.